# Knud Thestrup
Knud Ole Martin Thestrup, född 27 augusti 1900 i Præstø, död 12 juni 1980 i Köpenhamn, var en dansk domare, motståndsman och politiker (Det Konservative Folkeparti). Han var justitieminister i Hilmar Baunsgaards regering 1968-1971.

## Bakgrund
Knud Thestrup var son till veterinären Peter Thestrup (1870-1949) och Ingeborg Madsen (1875-1921). Han tog realexamen i Præstø 1916 och studentexamen från Døckers kursus i Köpenhamn 1918. Han började sedan studera teologi vid Köpenhamns universitet, men bytte efter ett år till juridik. Han tog kandidatexamen 1924 och anställdes som domarfullmäktig av 2:a graden i Brovst, senare i Herning (1929-1945). Han blev domarfullmäktig av 1:a graden 1940 samt ordförande av Foreningen af Dommerfuldmægtige i Danmark (1943-1946). Han kandiderade till Folketinget för Det Konservative Folkeparti i Hernings valkrets i 1943 års val. Han blev istället invald i Hernings kommunfullmäktige samma år och utsågs till ordförande av stadens konservativa nomineringsgrupp. Danmark var vid denna tidpunkt ockuperat av Nazityskland, som 1943 slog ut landets polisväsende och förföljde oppositionella. Det fick som följd att den danska regeringen trädde tillbaka och ersattes av ett ämbetsmannastyre. Thestrup anslöt sig till den danska motståndsrörelsen (Frit Danmark) och började verka för den illegala pressen samt från 1944 i bildandet av motstånds- och sabotagegrupper. Han deltog även i sabotageaktioner i järnvägsnätet. 7 juli 1944 arresterades han av Gestapo och satt fängslad i Aarhus i två månader innan han deporterades till det dansk-tyska koncentrationslägret Frøslev, där han var internerad till Tysklands kapitulation i maj 1945. Efter att ha frigivits utsågs han till ordförande av motståndsrörelsens lokalkommitté i Herning. Med anledning av de många rättsfallen under efterkrigstidens första år utsågs han till konstituerad domare i Vestre Landsret (1945-1947), och arbetade därefter som domare i Viborg (1947-1953) och Herning (1953-1968).

## Politisk karriär
Thestrup kandiderade återigen till Folketinget 1945 för Ringkøbings amt, men lyckades inte bli vald trots höga röstetal. Han blev invald 1947 för Hernings valkrets, som han representerade till 1971. Han var ledamot i finansutskottet (1950-1967) och Lønningsrådet (1954-1968) och valdes in i partistyrelsen 1965, som han sedan blev ordförande för (1965-1972). Han var även partiets vice gruppordförande i Folketinget (1958-1968), representant för Danmarks Nationalbank (1962-1968) och ledamot i Nordiska rådet (1952-1971). Han var en varm förespråkare av det nordiska samarbetet och var bl.a. ledamot i rådets juridiska utskott (1960-1968). Som folketingsledamot motsatte han sig bl.a. avskaffandet av tvåkammarsystemet (och därmed Landstingets avskaffande) i samband med förhandlingarna av 1953 års grundlagsreform. Han var en stark försvarare av egendomsrätten, men insåg också behovet av ökade ingripanden mot den i samband med den ökade efterfrågan på bostäder och kraven på bättre hälsoförhållanden.
Thestrup utsågs till justitieminister i Hilmar Baunsgaards borgerliga koalitionsregering 1968. Han införde lagen om offentlig förvaltning, skärpning av straffen mot narkotikahandel, förbud mot särbehandling på grund av ras och religion, sänkning av rösträttsåldern från 21 till 20 år (som antogs efter en folkomröstning 1971 med 56,5 % av rösterna för) och lagen om den danska kontinentalsockeln, som innebar att staten kunde ge tillstånd till efterforskningar av naturtillgångar i området. Bland hans mest kända reformer finns avskaffandet av vuxencensuren av film och avskaffandet av förbudet mot pornografiska bilder. För detta fick han utstå hårda angrepp från sitt eget parti, vilket kom att leda till att Kristeligt Folkeparti bildades 1970. Detta parti kom att locka ett betydande antal väljare från Det Konservative Folkeparti, som tappade flera mandat i folketingsvalet 1971. Thestrup hade redan innan bytt från Hernings till Østerbros valkrets för öka chanserna att bli återvald. Herning var och är en valkrets med en stor andel kristna. Han representerade Østerbro i Folketinget till 1973.
Thestrup väckte också stor uppmärksamhet då Folketinget antog en lag om utökade möjligheter till abort 1969. Han var själv inte tillfreds med lagens utformning och i samband med att Jens Otto Krags socialdemokratiska regering införde fri abort 1972 utmärkte han sig som en stor motståndare som försökte hindra att lagförslaget antogs. Frågan splittrade partiet och Thestrup företrädde majoritetsfalangen; abortmotståndarna. Den andra falangen företräddes av Hanne Budtz. Thestrup väckte än mer uppmärksamhet 1970 i samband med att sångerskan Trille framförde Jesper Jensens starkt provokativa låt Øjet i DR. Det var textraden ”Ham Gud, han er eddermame svær at få smidt ud.” som fick Thestrup att väcka åtal mot de ansvariga på DR för blasfemi. De åtalade frikändes dock.
Thestrup lämnade politiken efter valet 1973. Han gav ut sina memoarer, Mit livs gågade (1976) och en bok om P.A. Alberti; Alberti (1979).

## Utmärkelser
- Riddare av Dannebrogorden,  1950[6]
- Riddare av första klass av Dannebrogorden,  1966[6]
- Kommendör av Dannebrogorden,  1969[6]

[Redigera Wikidata]